# 오테베르크

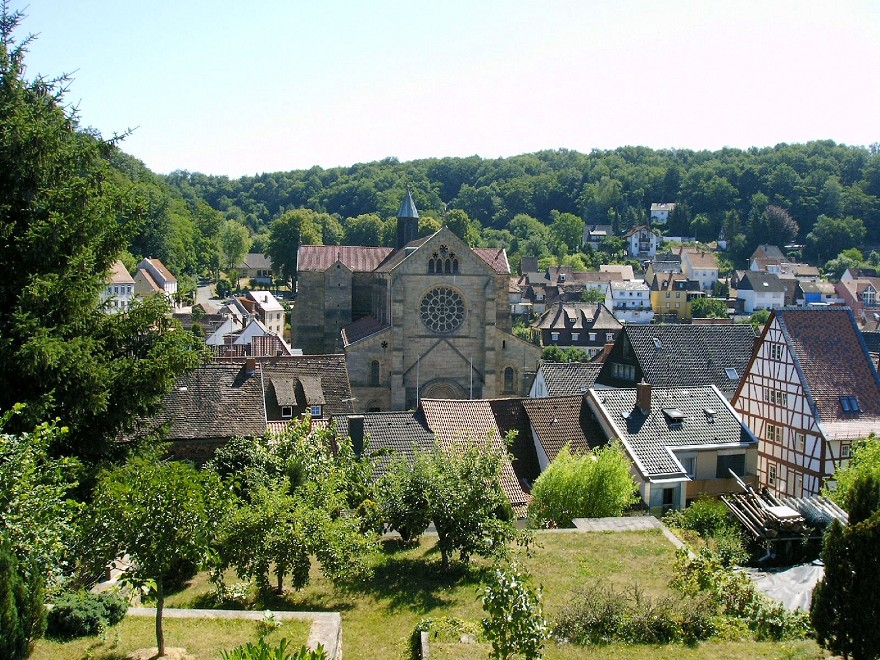
오테베르크

오테베르크(독일어: Otterberg)는 독일 라인란트팔츠주 카이저슬라우테른군에 위치한 도시로, 인구는 7,350명(2006년 기준)이다. 카이저슬라우테른에서 북쪽으로 약 7km(4mi) 떨어진 곳에 위치한다.

## 교육
오테베르크에는 많은 교육 시설이 있다. 오테베르크는 초등학교, 사립 음악 학교, 아르님 통합 학교의 베티나, 무료 마을 학교를 소유하고 있다.
오테베르크의 오트프리트 프로이센 초등학교에는 12개의 학급이 있다. 12시부터 16시까지 오후 예배를 드릴 예정이고, 30시 정각에 제공된다.
아르님 IGS 오테베르크의 베디나는 통합된 학교이다. 그래서 리얼스쿨플러스의 교육시설과 체육관의 연관성 있다. 그녀는 770명의 학생이 있다. 또한 일상적인 관리와 수많은 AG를 제공한다.
발도르프 학교는 1991년에 설립되었고 독일에 있는 230개의 발도르프 학교 중 하나이다. 현재 380명의 어린이와 젊은이들이 이 학교에 다니고 있다.
그 옆에는 어린이날 리조트, 개신교 유치원, 월도프 유치원 등 3개의 유치원이 있다. 분체흐트 어린이날 장소는 1993년부터 존재해 왔고 오터베르크의 소유이다. 이 유치원은 최대 125명의 아이들을 수용할 수 있는 5개 그룹의 시설이다. 개신교 유치원은 2012년에 재건되었고 90명의 아이들을 수용할 수 있다. 1993년에 설립된 발도르프 유치원은 여러분을 정기적으로 숲으로 초대한다. 유치원은 2010년까지 꾸준히 성장했다.